# مجزرة حي عكرمة (أكتوبر 2014)
مجزرة حي عكرمة هي مجزرة وقعت في تجمّع للمدارس في حي عكرمة وسط مدينة حمص في 1 تشرين الأول/أكتوبر عام 2014 خلال الحرب الأهلية السورية، حيث قام مهاجم بزرع عبوة ناسفة أمام سور إحدى المدارس وبعد تفجيرها توجّه إلى مدرسة أخرى قريبة وقام بتفجير نفسه بحزام ناسف أثناء انصراف التلاميذ، مما أدى لمقتل 41 طفلًا و7 آخرين وإصابة أكثر من 176 معظمهم من الأطفال. حمّلت وكالة الأنباء السورية الجماعات المسلحة المعارضة للحكومة مسؤولية التفجيرين.
وقام بتبني الهجوم تنظيم جبهة النصرة آنذاك 

## خلفيّة
عادةً ما حدثت عدة تفجيرات بعبوات ناسفة أو سيارات مفخخة أو عمليات انتحارية خلال الحرب الأهلية السورية في مدينة حمص، من بينها تفجير عبوة ناسفة في حي وادي الذهب في 30 تموز/يوليو 2014 مما أدى لمقتل مدنيَّين وإصابة 26. وقد تعرّض حي عكرمة الذي بقيَ واقعًا تحت سيطرة الجيش السوري خلال الحرب، لعدة تفجيرات في العام ذاته.

## الهجوم
قالت مصادر حكومية بعد وقوع الحادث أنّ من سمّتهم «إرهابيين» فخّخوا سيارة من نوع مازدا تحمل ثلاث إسطوانات غاز أمام سور إحدى المدارس، وبعد تفجيرها بدقائق قام انتحاري بتفجير نفسه أمام بوابة مدرسة أخرى لإيقاعِ أكبر عدد من الإصابات بين صفوف المواطنين. لكن بعد ذلك أشار مُحافظ حمص طلال البرازي إلى أن التحقيقات كشفت أن الانتحاري قد زرع في البداية عبوة ناسفة تحت سيارة تحمل أسطوانات غاز أمام سور مدرسة عكرمة المخزومي، وبعد ذلك توجه إلى مدرسة عكرمة الجديدة وقام بتفجير نفسه بين التلاميذ خلال انصرافهم منها. وقد اختلفت عدة مصادر على العدد النهائي للقتلى، فقد قالت المصادر الحكومية أن عدد القتلى يبلغ 32 معظمهم من الأطفال، بالإضافة إلى 115 جريحًا، وأعلنت لاحقًا ارتفاع عدد الجرحى إلى 176، بينما أشار المرصد السوري لحقوق الإنسان إلى أن عدد القتلى بلغ 41 طفلًا تتراوح أعمارهم بين 6-9 سنوات، بالإضافة لـ 4 مدنيين آخرين و3 من قوات الأمن السورية، مع وجود العديد من المفقودين والكثير من أشلاء الضحايا، وقال أن حي عكرمة الذي وقعت فيه المجزرة ذو غالبيّة علويّة. وأشار إلى أن ثلاثة عناصر من فريق التحقيق الذي وصل إلى مكان التفجير الأول قد قُتلوا.

## ردود الأفعال

### الشعبية
خرج المئات من أهالي الضحايا الأطفال لتشييعهم يوم 3 تموز/يوليو، وسُرعان ما تحول التجمهر إلى مظاهرة غاضبة طالبت بإقالة المحافظ والمسؤولين الأمنيين في المدينة، لعدم قدرتهم الحفاظ على سلامة الأطفال، واتّهم المتظاهرون المحافظ بأنه يستهين بضحايا التفجير المزدوج لعدم اعترافه بالعدد الكبير للأطفال القتلى. وقالت مواقع إخبارية أن الحكومة أقالت رئيس اللجنة الأمنية في حمص ورئيس فرع الأمن العسكري فيها لاحتواء غضب الأهالي، بينما نفى المحافظ وجود صلة بين الحدثين.
وقد وقف الطلاب والكوادر التدريسية في مختلف مدارس محافظة حمص ومجموعة من مدارس محافظة حلب دقيقة صمت على أرواح الضحايا. وانطلقت حملة إلكترونية على فيسبوك باسم «لا مدارس حتى إقالة محافظ حمص» وحصدت آلاف المشاركين.

### الدولية
- سوريا قالت وزارة الخارجية السورية في رسالتين إلى الأمم المتحدة ومجلس الأمن الدولي: «قتل الأطفال والمدنيين الأبرياء جريمة لا يمكن تبريرها تحت أي عنوان الوقت الذي لم يقم فيه المجتمع الدولي ممثلا بالأمم المتحدة، بإدانة الجرائم التي اقترفتها التنظيمات الإرهابية المسلحة في سوريا … فإننا نشدد على أن ذلك شجع هذه التنظيمات الإرهابية على ارتكاب مثل هذه الأعمال الدنيئة»، وأضافت أن «ما يسمى المعارضة المعتدلة في سوريا، والتي أعلنت السعودية أنها ستقوم بفتح معسكرات تدريب لها، هي التي ارتكبت كل الجرائم الموصوفة بحق أطفال وشعب سوريا».[8]
- الأمم المتحدة أدان مجلس الأمن الدولي التفجير المزدوج وأشار أعضاء مجلس الأمن إلى أن «مثل هذا الاستهداف للمدارس والتلاميذ يشكل انتهاكا خطيرا للقانون الإنساني الدولي». وأكدوا «إدانتهم لكافة الانتهاكات التي ارتكبت ضد المدنيين بما في ذلك الأطفال، فضلًا عن مطلبهم بأن تمتنع جميع الأطراف عن الهجمات الموجهة ضد الأهداف المدنية».[9]

## وصلات خارجية
- مجزرة مدرسة عكرمة..أطفال في عين الإرهاب - قناة الميادين